# Праксагор Косский
Праксагор Косский (IV век до н. э.) — древнегреческий врач.
Был родом из Коса и сыном Никарха. Принадлежал к школе догматиков; современник Александра Македонского, последователь Диокла из Кариста, учитель Герофила, Филотима. Вероятно, практиковал в святилище Асклепия на Косе и бывал в Александрии.
Был известен своими познаниями в анатомии (в том числе, по некоторым данным, мог делать операции на кишечнике) и открыл различие между венами и артериями; последнее название, как термин, приписывается ему (άρτηρία). Он также развил учение о патологии соков, различив 11 их состояний, из которых возникают болезни. Ему приписываются следующие сочинения (до нас не дошедшие): «Φυσιχά», «Αί σίαφοραί των όξέων», «Τά συνεδρεύονρα», «De Curiationibus», «De peregrinis passionibus» и др. Выдержки из Праксагора и упоминания о нем встречаются в сочинениях римских медиков Целия Аврелиана и Галена.